# Bretzenheim
Cet article concerne une municipalité de l'Arrondissement de Bad Kreuznach. Pour le quartier de Mayence, voir Mainz-Bretzenheim.
Bretzenheim est une municipalité allemande située dans le land de Rhénanie-Palatinat et l'arrondissement de Bad Kreuznach.